# 어니 엘스

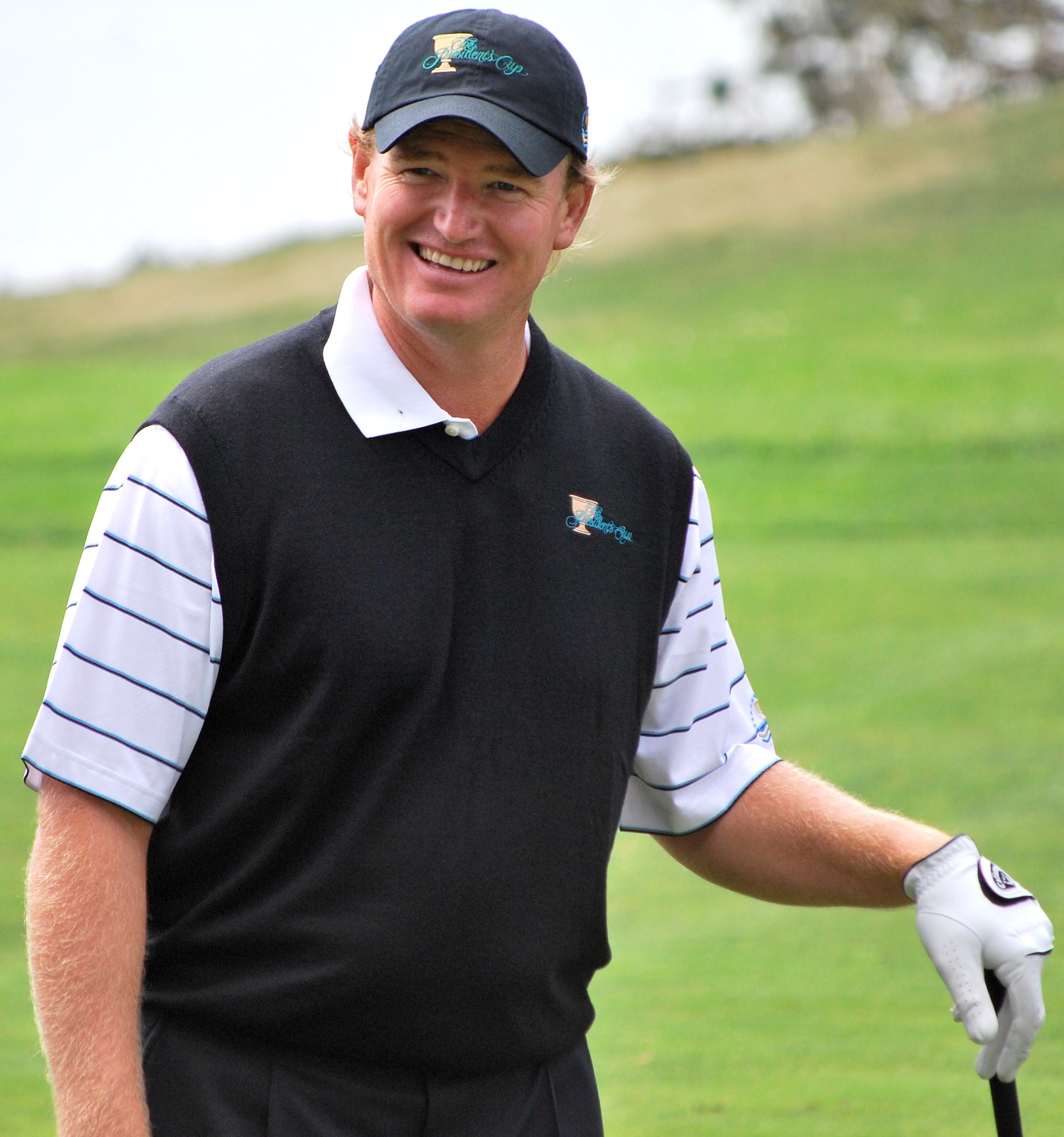
어니 엘스

시어도어 어니스트 엘스(Theodore Ernest Els, 1969년 10월 17일 ~ )은 남아프리카 공화국의 골프 선수이다. 2002년과 2012년 디 오픈 챔피언십에서 우승하였다.